# SELPLG
SELPLG (англ. Selectin P ligand) – білок, який кодується однойменним геном, розташованим у людей на короткому плечі 12-ї хромосоми. Довжина поліпептидного ланцюга білка становить 412 амінокислот, а молекулярна маса — 43 201.
| 10         |  | 20         |  | 30         |  | 40         |  | 50         |
| ---------- |  | ---------- |  | ---------- |  | ---------- |  | ---------- |
| MPLQLLLLLI |  | LLGPGNSLQL |  | WDTWADEAEK |  | ALGPLLARDR |  | RQATEYEYLD |
| YDFLPETEPP |  | EMLRNSTDTT |  | PLTGPGTPES |  | TTVEPAARRS |  | TGLDAGGAVT |
| ELTTELANMG |  | NLSTDSAAME |  | IQTTQPAATE |  | AQTTQPVPTE |  | AQTTPLAATE |
| AQTTRLTATE |  | AQTTPLAATE |  | AQTTPPAATE |  | AQTTQPTGLE |  | AQTTAPAAME |
| AQTTAPAAME |  | AQTTPPAAME |  | AQTTQTTAME |  | AQTTAPEATE |  | AQTTQPTATE |
| AQTTPLAAME |  | ALSTEPSATE |  | ALSMEPTTKR |  | GLFIPFSVSS |  | VTHKGIPMAA |
| SNLSVNYPVG |  | APDHISVKQC |  | LLAILILALV |  | ATIFFVCTVV |  | LAVRLSRKGH |
| MYPVRNYSPT |  | EMVCISSLLP |  | DGGEGPSATA |  | NGGLSKAKSP |  | GLTPEPREDR |
| EGDDLTLHSF |  | LP         |  |            |  |            |  |            |

A: Аланін

C: Цистеїн

D: Аспарагінова кислота

E: Глутамінова кислота

F: Фенілаланін

G: Гліцин

H: Гістидин

I: Ізолейцин

K: Лізин

L: Лейцин

M: Метіонін

N: Аспарагін

P: Пролін

Q: Глутамін

R: Аргінін

S: Серин

T: Треонін

V: Валін

W: Триптофан

Кодований геном білок за функціями належить до рецепторів клітини-хазяїна для входу вірусу, рецепторів, фосфопротеїнів. 
Задіяний у таких біологічних процесах, як клітинна адгезія, взаємодія хазяїн-вірус, альтернативний сплайсинг. 
Білок має сайт для зв'язування з сіаловими кислотами. 
Локалізований у мембрані.